# 安德魯斯 (俄勒岡州)
安德魯斯是一座位於美國俄勒冈州哈尼縣鬼鎮。坐落於阿爾瓦德沙漠旁的斯蒂斯山南部地帶。

## 歷史
此地區以1880年到達此地的定居者彼得·安德魯斯（英語：Peter Andrews）命名。首個郵政局于1890年建成。1900年向北遷移了一段距離，並被稱作“野馬”，當地人則將其稱爲“野豬”，然而郵政局局長卻爲了紀念自己的朋友安德魯斯而將名稱更改。
安德魯斯在其高峰期時有多達大約150個人口。然而此後安德魯斯的人口逐年減少直至僅存一棟房子，當其在1996年遭遇火災被燒毀后成爲鬼鎮。
2011年，藝術家約翰·霍普金斯搬至安德魯斯的遺棄學校的教師住宅居住，并將校舍改裝為自己的工作室。他在學校生活和工作長達將近十年時間，直至2020年被房產持有者勒令其搬出學校。

## 氣候
根據柯本气候分类法系統，安德魯斯屬於半干旱气候。

## 外部鏈接
- chipsbuttie上安德魯斯學校的圖片
- 塞勒姆公共圖書館上關於安德魯斯的歷史信息
- ghosttowns.com上安德魯斯的相關資訊 （页面存档备份，存于）